# Daïra de Skikda
La daïra de Skikda est une daïra d'Algérie située dans la wilaya de Skikda et dont le chef-lieu est la ville éponyme de hamid echikour.

## Communes de la daïra
La daïra de Skikda comprend trois communes : Filfila, Hamadi Krouma et Skikda.
La population totale de la daïra est de 199 921 habitants pour une superficie de 162,33 km2.